# Aktia Bank
Aktia Bank Pls is een bank in Finland.
De naam Aktia is afgeleid van het Griekse woord akti, wat kust betekent. De activiteiten van Aktia bestaan uit bankdiensten, vermogensbeheer, verzekerings- en makelaarskantoren. Aktia is voortgekomen uit de oudste depositobank in Finland. Het werd in 1825 opgericht als Helsingfors Stads Sparbanks Inrättning. In 1891 veranderde de bank haar naam in Helsingfors Sparbank  (Spaarbank Helsinki). Door fusie kwamen erbij: Kirkkonummen Säästöpankki in 1956, Säästöpankki Torkkeli in 1979 en Espoon Säästöpankki in 1980. In 1991 werden de spaarbanken van Bromarvin, Hangon, Inkoon, Karjaa-Pohjan, Sipoon, Siuntion en Tenholan samengevoegd tot Spaarbank van Helsinki. De bank kreeg in 1994 de naam Aktia Säästöpankki Oy. In 2008 werd de groepsnaam Aktia. Het moederbedrijf Aktia Plc fuseerde met Aktia Bank plc op 1 juli 2013. Het bedrijf gaat verder met zijn activiteiten onder de laatste naam. 